# Kathrin Ottink
Kathrin Ottink (* 11. Februar 1984 in Leer, Ostfriesland) ist eine deutsche Hochschullehrerin. 2021 zeichnete sie der niedersächsische Minister für Wissenschaft und Kultur, Björn Thümler, mit dem mit 25.000 Euro dotierten Niedersächsischen Wissenschaftspreis in der Kategorie „Lehre“ aus. Zuvor hatten sie die Studierenden der Hochschule Emden/Leer bereits 2019 zum „Teacher of the Year“ gewählt.

## Leben
Kathrin Ottink wuchs im ostfriesischen Klostermoor auf. Nach dem Abitur am Mariengymnasium in Papenburg begann sie im August 2003 ein Duales Studium des Maschinenbaus an der Fachhochschule Oldenburg/Ostfriesland/Wilhelmshaven (heute: Hochschule Emden). Im Zuge ihres Studiums absolvierte sie bis Januar 2007 die Ausbildung zur Industriemechanikerin Betriebstechnik bei Nordland Papier. Mitte 2008 schloss sie das Studium mit dem Schwerpunkt Produktionstechnik als Diplom-Ingenieurin ab. Anschließend war sie bis Februar 2009 als Konstruktionsdesignerin bei Wabco Fahrzeugbremsen angestellt, um dann bis September 2014 an der Leibniz Universität Hannover zu promovieren. 2014 erhielt sie ihren Doktortitel im Maschinenbau. Danach war sie für einige Jahre als Wissenschaftliche Mitarbeiterin an der Leibniz-Universität in Hannover sowie einem Wirtschaftsunternehmen beschäftigt. Im Februar 2017 erhielt sie eine Professur im Fachbereich Technik an der Hochschule Emden.

## Familie
Kathrin Ottink ist verheiratet und hat zwei Kinder.